# Nati nel 1932/Gennaio
| Questa pagina contiene informazioni ricavate automaticamente dalle voci biografiche con l'ausilio del template Bio e di un bot. L'aggiornamento è periodico e automatico e ricostruisce completamente la pagina. Se manca una persona in questa lista, sei pregato di non aggiungerla, ma accertati piuttosto che la sua voce biografica contenga il template Bio e che i dati anagrafici siano correttamente compilati. Se il template Bio manca, inseriscilo tu stesso o, in alternativa, metti l'avviso {{tmp\|Bio}} che ne segnala la mancanza. Se i dati riportati sono sbagliati, correggi direttamente la voce biografica; le modifiche saranno visibili in questa lista entro pochi giorni. Per chiarimenti vedi il progetto biografie. La lista contiene solo le 211 persone che sono citate nell'enciclopedia e per le quali è stato implementato correttamente il template Bio. Pagina aggiornata al 10 ago 2025. |

- 1º gennaio - Ahmet Berman, calciatore turco († 1980)
- 1º gennaio - Franco Bordoni, baritono italiano († 2020)
- 1º gennaio - Richard Boucher, calciatore e allenatore di calcio francese († 2017)
- 1º gennaio - Lewis John Carlino, sceneggiatore, regista e drammaturgo statunitense († 2020)
- 1º gennaio - Ferenc Czvikovszky, schermidore ungherese († 2021)
- 1º gennaio - Alessandro Fantini, ciclista su strada italiano († 1961)
- 1º gennaio - Carlo Felici, politico italiano
- 1º gennaio - Gonario Gianoglio, politico italiano († 2021)
- 1º gennaio - Nedim Günar, calciatore turco († 2011)
- 1º gennaio - Barbara Henry, insegnante statunitense
- 1º gennaio - Kenneth Kitchen, egittologo britannico († 2025)
- 1º gennaio - Kurt Lindeman, ex pentatleta finlandese
- 1º gennaio - Mario Molli, scenografo e attore cinematografico italiano († 2007)
- 1º gennaio - Giuseppe Patanè, direttore d'orchestra italiano († 1989)
- 1º gennaio - Veselin Penkov, cestista bulgaro
- 1º gennaio - Ann-Sofi Pettersson, ex ginnasta svedese
- 1º gennaio - Franco Simongini, giornalista, critico d'arte e regista italiano († 1994)
- 1º gennaio - Wang Xingang, attore cinese
- 1º gennaio - Khaled al-Asaad, archeologo, scrittore e traduttore siriano († 2015)
- 2 gennaio - Marcello Agnoletto, ex calciatore italiano
- 2 gennaio - Mario Bretone, giurista italiano († 2025)
- 2 gennaio - Milan Čič, politico slovacco († 2012)
- 2 gennaio - Peter Redgrove, scrittore britannico († 2003)
- 2 gennaio - Juan Zitko, ex cestista cileno
- 3 gennaio - Gualtiero Calboli, latinista e filologo classico italiano
- 3 gennaio - Safia Chamia, cantante e attrice tunisina († 2004)
- 3 gennaio - Dabney Coleman, attore statunitense († 2024)
- 3 gennaio - Eeles Landström, politico e astista finlandese († 2022)
- 3 gennaio - James Thomas McHugh, vescovo cattolico statunitense († 2000)
- 3 gennaio - Don Peterman, direttore della fotografia statunitense († 2011)
- 3 gennaio - Teodoro Petkoff, politico, giornalista e guerrigliero venezuelano († 2018)
- 4 gennaio - John Emery, bobbista canadese († 2022)
- 4 gennaio - Raffaele Ganci, mafioso italiano († 2022)
- 4 gennaio - Otto Hofbauer, ex calciatore austriaco
- 4 gennaio - Giuseppe Pompella, filologo classico e grecista italiano († 2009)
- 4 gennaio - Carlos Saura, regista spagnolo († 2023)
- 4 gennaio - Richard Stahl, attore statunitense († 2006)
- 4 gennaio - Paul Virilio, filosofo, scrittore e urbanista francese († 2018)
- 4 gennaio - Bruno Voglino, autore televisivo e dirigente pubblico italiano
- 5 gennaio - Johnny Adams, cantante statunitense († 1998)
- 5 gennaio - Umberto Eco, semiologo, filosofo e scrittore italiano († 2016)
- 5 gennaio - Erminio Ardigò, fumettista italiano († 2004)
- 5 gennaio - Bill Foulkes, calciatore e allenatore di calcio inglese († 2013)
- 5 gennaio - Frank Layden, allenatore di pallacanestro e dirigente sportivo statunitense († 2025)
- 5 gennaio - Chuck Noll, giocatore di football americano e allenatore di football americano statunitense († 2014)
- 5 gennaio - Arnaldo Santoro, autore televisivo italiano († 1995)
- 5 gennaio - Raisa Maksimovna Gorbačëva, filosofa sovietica († 1999)
- 5 gennaio - Javier Valle Riestra, politico e avvocato peruviano († 2024)
- 6 gennaio - Jesús Galdeano, ciclista su strada spagnolo († 2017)
- 6 gennaio - Stewart Imlach, calciatore scozzese († 2001)
- 6 gennaio - David Leland, attore statunitense († 1948)
- 6 gennaio - Angelo Mainardi, giornalista, scrittore e critico letterario italiano
- 6 gennaio - Tito Maniacco, poeta, storico e scrittore italiano († 2010)
- 6 gennaio - José Saraiva Martins, cardinale e arcivescovo cattolico portoghese
- 6 gennaio - Max Streibl, politico tedesco († 1998)
- 6 gennaio - Udo Vioff, attore tedesco († 2018)
- 7 gennaio - Zdeněk Borovec, scrittore ceco († 2001)
- 7 gennaio - Angelo Raffaele Dinardo, politico italiano († 2015)
- 7 gennaio - Max Gallo, giornalista, storico e scrittore francese († 2017)
- 7 gennaio - Tormod Knutsen, combinatista nordico norvegese († 2021)
- 7 gennaio - Wolfgang Reichmann, attore tedesco († 1991)
- 7 gennaio - Enrico Sabbatini, costumista italiano († 1998)
- 7 gennaio - Hans Rudolf Spillmann, tiratore a segno svizzero († 2024)
- 8 gennaio - David Júlio, ex calciatore portoghese
- 8 gennaio - Heinz Kördell, calciatore tedesco († 2020)
- 9 gennaio - Irene D'Areni, cantante italiana
- 9 gennaio - Wladimiro Ganzarolli, basso-baritono italiano († 2010)
- 9 gennaio - Arne Høivik, calciatore norvegese († 2017)
- 9 gennaio - Robert Francis Taft, religioso statunitense († 2018)
- 10 gennaio - Iskra Leonidovna Babič, regista sovietica († 2001)
- 10 gennaio - Francesco Antonio De Cataldo, avvocato e politico italiano († 1990)
- 10 gennaio - Lou Henson, allenatore di pallacanestro statunitense († 2020)
- 10 gennaio - No Kum-sok, aviatore nordcoreano († 2022)
- 10 gennaio - Louis Rwagasore, politico burundese († 1961)
- 11 gennaio - Alfonso Arau, attore e regista messicano
- 11 gennaio - Eduardo Barbeiro, nuotatore e pallanuotista portoghese († 2022)
- 11 gennaio - Fernando Di Leo, regista e sceneggiatore italiano († 2003)
- 11 gennaio - Takkō Ishimori, doppiatore giapponese († 2013)
- 11 gennaio - Mario Pistoni, ballerino e coreografo italiano († 1992)
- 12 gennaio - Ginette Jany-Sendral, ex nuotatrice francese
- 12 gennaio - Hrvoje Kačić, pallanuotista jugoslavo († 2023)
- 12 gennaio - Des O'Connor, showman e cantante britannico († 2020)
- 12 gennaio - Luciano Pirazzini, allenatore di calcio e calciatore italiano († 1998)
- 13 gennaio - Italo Mazzacurati, ciclista su strada e dirigente sportivo italiano († 2013)
- 13 gennaio - Yves Morvan, archeologo e restauratore francese
- 13 gennaio - João Carlos Batista Pinheiro, allenatore di calcio e calciatore brasiliano († 2011)
- 13 gennaio - Bernard Planque, cestista francese († 2016)
- 13 gennaio - Marco Ratti, bassista e contrabbassista italiano († 2007)
- 13 gennaio - Gianni Rondolino, critico cinematografico e storico del cinema italiano († 2016)
- 13 gennaio - Joseph Zen Ze-kiun, cardinale e vescovo cattolico cinese
- 14 gennaio - Carlos Borges, calciatore uruguaiano († 2014)
- 14 gennaio - Flavio Carboni, faccendiere italiano († 2022)
- 14 gennaio - Valeriano Cobbe, religioso, presbitero e missionario italiano († 1974)
- 14 gennaio - Francesco Colucci, sindacalista e politico italiano
- 14 gennaio - Tony DeMarco, pugile statunitense († 2021)
- 14 gennaio - Jim French, fotografo statunitense († 2017)
- 14 gennaio - Don Garlits, ex pilota automobilistico e ingegnere statunitense
- 14 gennaio - Antonio Maspes, pistard e dirigente sportivo italiano († 2000)
- 14 gennaio - Petrit Murzaku, cestista e pallavolista albanese († 2020)
- 14 gennaio - Novak Roganović, calciatore jugoslavo († 2008)
- 14 gennaio - Luigi Scotti, ex magistrato, politico e giurista italiano
- 15 gennaio - Francesco Amadori, imprenditore italiano
- 15 gennaio - Jimmy Dugdale, calciatore inglese († 2008)
- 15 gennaio - Louis Jones, velocista statunitense († 2006)
- 15 gennaio - Berndt Katter, pentatleta finlandese († 2014)
- 15 gennaio - Stanislao Loffreda, francescano, presbitero e archeologo italiano († 2025)
- 15 gennaio - Domenico Romano, politico italiano († 2021)
- 15 gennaio - Dean Smith, velocista, stuntman e attore statunitense († 2023)
- 16 gennaio - Victor Ciocâltea, scacchista rumeno († 1983)
- 16 gennaio - Giuliano Dego, scrittore, poeta e traduttore italiano († 2020)
- 16 gennaio - Raymond Fellay, sciatore alpino svizzero († 1994)
- 16 gennaio - Toni Fertonani, pittore italiano († 2006)
- 16 gennaio - Dian Fossey, zoologa statunitense († 1985)
- 16 gennaio - Toshiya Fujita, regista giapponese († 1997)
- 16 gennaio - Lorette Gallant, musicista e religiosa canadese
- 16 gennaio - Virginio Zucchi, ex cestista italiano
- 17 gennaio - John Cater, attore britannico († 2009)
- 17 gennaio - Tony Conwell, calciatore inglese († 2017)
- 17 gennaio - Jaroslav Dudek, regista cecoslovacco († 2000)
- 17 gennaio - Elio Grassi, allenatore di calcio e calciatore italiano († 2020)
- 17 gennaio - Jackie Henderson, calciatore scozzese († 2005)
- 17 gennaio - Lars Mattsson, ex sciatore alpino svedese
- 17 gennaio - Sheree North, attrice, cantante e ballerina statunitense († 2005)
- 17 gennaio - Michael Angelo Saltarelli, vescovo cattolico statunitense († 2009)
- 17 gennaio - Karl-Heinz Spickenagel, calciatore tedesco orientale († 2012)
- 18 gennaio - Joan Carroll, attrice statunitense († 2016)
- 18 gennaio - Carlos António Gomes, calciatore portoghese († 2005)
- 18 gennaio - Robert Shea, saggista, scrittore e giornalista statunitense († 1994)
- 18 gennaio - Robert Anton Wilson, scrittore e saggista statunitense († 2007)
- 19 gennaio - Emmanuelle Arsan, scrittrice, modella e attrice thailandese († 2005)
- 19 gennaio - Virgilio Braconi, compositore e produttore discografico italiano
- 19 gennaio - Michele Ciafardini, politico italiano († 1990)
- 19 gennaio - Rolando Cubela Secades, rivoluzionario cubano († 2022)
- 19 gennaio - Dino Ferrari, ingegnere e progettista italiano († 1956)
- 19 gennaio - Piero Giorgetti, cantautore e contrabbassista italiano († 1996)
- 19 gennaio - Richard Lester, regista statunitense
- 19 gennaio - George MacBeth, poeta e romanziere scozzese († 1992)
- 19 gennaio - François Maspero, scrittore e traduttore francese († 2015)
- 19 gennaio - John Joseph Nevins, vescovo cattolico statunitense († 2014)
- 19 gennaio - Joe Schmidt, giocatore di football americano e allenatore di football americano statunitense († 2024)
- 20 gennaio - Finn Alnæs, scrittore norvegese († 1991)
- 20 gennaio - Othman Benjelloun, banchiere e imprenditore marocchino
- 20 gennaio - Ludwik Miętta-Mikołajewicz, ex cestista, allenatore di pallacanestro e dirigente sportivo polacco
- 20 gennaio - Roberto Zapperi, storico e scrittore italiano
- 21 gennaio - Sigfrido Bartolini, pittore, scrittore e incisore italiano († 2007)
- 21 gennaio - Giuseppe Bosco, calciatore italiano († 2022)
- 21 gennaio - John Chaney, allenatore di pallacanestro statunitense († 2021)
- 21 gennaio - Vincenzo Lombardo, velocista italiano († 2007)
- 21 gennaio - Carlos Alberto Martins Cavalheiro, calciatore brasiliano († 2012)
- 22 gennaio - Günseli Başar, modella turca († 2013)
- 22 gennaio - Max Boydston, giocatore di football americano statunitense († 1998)
- 22 gennaio - Noël Burch, critico cinematografico statunitense
- 22 gennaio - Mariano De Nicolò, vescovo cattolico italiano († 2020)
- 22 gennaio - Piper Laurie, attrice statunitense († 2023)
- 22 gennaio - Franco Odoardi, attore e doppiatore italiano († 2000)
- 22 gennaio - Mancur Olson, economista statunitense († 1998)
- 22 gennaio - Harun Osman Osmanoğlu, principe ottomano
- 22 gennaio - Giovanni Raboni, poeta, critico letterario e giornalista italiano († 2004)
- 22 gennaio - Pietro Ramella, scrittore e saggista italiano
- 23 gennaio - Cyril Davies, cantante e armonicista inglese († 1964)
- 23 gennaio - Enzo De Toma, attore italiano († 2001)
- 23 gennaio - Mario Donizetti, pittore e saggista italiano
- 23 gennaio - Asko Jokinen, cestista finlandese († 2016)
- 23 gennaio - Paolo Marton, fotografo italiano († 2006)
- 23 gennaio - Dominic DeNucci, wrestler italiano († 2021)
- 23 gennaio - Gastone Pasolini, politico e sindacalista sammarinese († 2016)
- 23 gennaio - James Rado, attore, librettista e regista teatrale statunitense († 2022)
- 23 gennaio - Gianni Raviele, giornalista, scrittore e critico d'arte italiano († 2021)
- 23 gennaio - Bud Shuster, politico statunitense († 2023)
- 23 gennaio - Nina Svetlanova, pianista e docente russa
- 23 gennaio - Swen Swenson, ballerino e attore statunitense († 1993)
- 24 gennaio - Julie Bennett, attrice televisiva e doppiatrice statunitense († 2020)
- 24 gennaio - Henri Nouwen, presbitero, teologo e scrittore olandese († 1996)
- 24 gennaio - Éliane Radigue, compositrice francese
- 25 gennaio - Nikolaj Anikin, fondista sovietico († 2009)
- 25 gennaio - Giancarlo Gallesi, calciatore e allenatore di calcio italiano († 2022)
- 25 gennaio - Ludwig Müller, siepista e mezzofondista tedesco († 2022)
- 25 gennaio - Bob Peterson, cestista statunitense († 2011)
- 25 gennaio - Yukio Shimomura, allenatore di calcio, ex calciatore e dirigente sportivo giapponese
- 25 gennaio - Géza Tóth, sollevatore ungherese († 2011)
- 26 gennaio - Coxsone Dodd, produttore discografico giamaicano († 2004)
- 26 gennaio - Dionigi Galletto, matematico italiano († 2011)
- 26 gennaio - Luigi Pierini, presbitero italiano († 2016)
- 27 gennaio - Jim Bain, arbitro di pallacanestro statunitense († 2017)
- 27 gennaio - Pierre Bernard, calciatore francese († 2014)
- 27 gennaio - Borislav Ćurčić, cestista e allenatore di pallacanestro jugoslavo († 2015)
- 27 gennaio - Arnold Lazarus, psicologo sudafricano († 2013)
- 27 gennaio - Zoran Prljinčević, calciatore jugoslavo († 2013)
- 27 gennaio - Boris Šachlin, ginnasta sovietico († 2008)
- 28 gennaio - Percy Aires, attore brasiliano († 1992)
- 28 gennaio - Aldo Drosina, calciatore e allenatore di calcio jugoslavo († 2000)
- 28 gennaio - Mario Grasso, poeta, scrittore e saggista italiano († 2022)
- 28 gennaio - Parry O'Brien, pesista e discobolo statunitense († 2007)
- 28 gennaio - Prithipal Singh, hockeista su prato indiano († 1983)
- 29 gennaio - Beverly Kenney, cantante statunitense († 1960)
- 29 gennaio - Tommy Taylor, calciatore inglese († 1958)
- 30 gennaio - Lili Cerasoli, attrice italiana († 2022)
- 30 gennaio - Gino Conforti, attore statunitense
- 30 gennaio - Rino Di Silvestro, regista italiano († 2009)
- 30 gennaio - Vladimír Heger, cestista e allenatore di pallacanestro ceco († 2021)
- 30 gennaio - Darrow Hooper, pesista statunitense († 2018)
- 30 gennaio - Ken Laufman, ex hockeista su ghiaccio canadese
- 31 gennaio - Alfonso Avanessian, pittore iraniano († 2009)
- 31 gennaio - Vic Crowe, allenatore di calcio e calciatore gallese († 2009)
- 31 gennaio - Raymond Kaelbel, calciatore e allenatore di calcio francese († 2007)
- 31 gennaio - Tomislav Kaloperović, calciatore e allenatore di calcio jugoslavo († 2002)
- 31 gennaio - Carlo Mario Nardinocchi, politico italiano († 2022)
- 31 gennaio - Ottilie Patterson, cantante e pianista britannica († 2011)
- 31 gennaio - Relda Ridoni, attrice italiana
- 31 gennaio - Gloria Sevilla, attrice filippina († 2022)
- 31 gennaio - Pete St. John, cantautore irlandese († 2022)